# 義式脆餅
義式脆餅（義大利語：或，義大利語發音：[biˈskɔtti]）是一種經二度烘烤、口感鬆脆的長方形杏仁餅乾，起源於義大利托斯卡尼的普拉托。

## 歷史
「Cantuccio」是一個古老的意大利語單詞，意指「小地方」或「角落」。過去被用來指外殼堅硬的小塊麵包；而「Biscotto」這個詞，在現代意大利語也泛指各種餅乾，起源於中世紀拉丁語「Biscottus」，意指「二度烘烤」。經二度烘烤的餅乾因乾燥、便於攜帶且不易腐爛，非常適合作為行旅或戰爭口糧，也是羅馬軍團士兵的主食。
狹義上，「Biscotti」專指普拉托的義式脆餅，但在現代義大利與阿根廷，包含義大利其他地區的類似餅乾都可泛稱為「Cantuccini」。「Cantuccini」一詞常見於托斯卡尼地區，最初是指類似傳統義式硬餅，但添加了橄欖油、茴香籽、酵母、酸和調味劑，使口感更為濕潤豐富的變體；而薩丁尼亞島與西西里島等地的餅乾如今也被稱作「Cantuccini」，足見「Biscotti」和「Cantuccini」在現代常被混用。

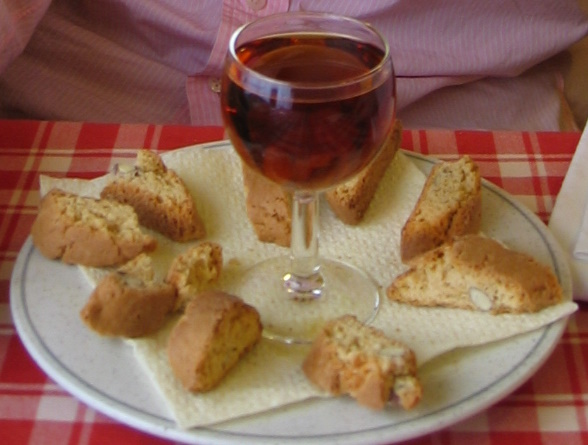
義式脆餅特色是硬脆的口感，通常與咖啡或甜酒一起享用

此外，和義大利語同源的古法語單詞「Bescoit」後來傳入英語，成為英語使用者熟知的「Biscuit」。該詞泛指所有餅乾，已不再侷限於二度烘烤的原始定義。

## 食用
除了搭配甜點與果汁做為飯後消遣，義式脆餅也是南歐地方菜餚的常見配料: 在加泰隆尼亞，會搭配沙丁魚飯、兔肉與蝸牛；
在下略夫雷加特則被用於蘿蔔燉鴨的醬料中。